# 松岡勝蔵
松岡 勝蔵（まつおか かつぞう、1889年（明治22年）1月29日 - 1945年（昭和20年）6月23日）は、大日本帝国陸軍軍人。最終階級は陸軍中将。功四級。

## 経歴
1889年（明治22年）に神奈川県で生まれた。陸軍士官学校第23期卒業。1936年（昭和11年）12月に飛行第16連隊長に就任し、1937年（昭和12年）8月に陸軍航空兵大佐に進級した。1938年（昭和13年）6月30日に明野陸軍飛行学校附となり、8月9日に明野陸軍飛行学校幹事に就任し、1939年（昭和14年）8月に第12飛行団長に転じた。
1940年（昭和15年）3月9日に陸軍少将に進級し、8月1日に熊谷陸軍飛行学校附を経て、10月1日に大刀洗陸軍飛行学校長に就任した。1943年（昭和18年）10月29日に陸軍中将に進級し、熊谷陸軍飛行学校長に着任。12月11日に第51教育飛行師団長（第1航空軍）に親補され、岐阜県で航空兵の教育を行ったが、戦局の悪化により同師団が第51航空師団（航空総軍）に改称されると、1945年（昭和20年）2月20日に同師団長に転じ、実戦配備されたが、在任中の6月23日に死去。